# Tesoro nazionale della Corea del Sud
Viene considerato come tesoro nazionale coreano un artefatto, sito o edificio che secondo il governo della Corea del Sud ha un eccezionale valore artistico, culturale o storico per l'intera nazione. Il titolo è uno degli otto designati dallo Stato per classificare l'eredità culturale e assegnato dall'Amministrazione per l'eredità culturale in accordo con l'atto per la Protezione del Patrimonio Culturale dopo delibera del Comitato della stessa Associazione.
Molti dei tesori nazionali sono popolari mete turistiche come il santuario reale di Jongmyo, Bulguksa, il tempio sotterraneo di Seokguram e il canone di Tripitaka Koreana ad Haeinsa. Al gennaio 2017, erano presenti 319 voci nella lista, alcune composte da un gran numero di sotto-voci. I tesori sono contrassegnati da un numero dato in base a quando entrano nella lista, non in base al loro valore individuale e vengono designati all'interno del sistema di preservazione culturale dello Stato.

## Storia
La prima lista di tesori culturali della Corea venne stilata dal Governatore Generale di Corea nel 1938 durante l'occupazione giapponese con l'"Atto dei Tesori della dinastia Joseon".
Nel 1955 il governo della Corea del Sud dichiarò come "tesori nazionali" quelli che erano presenti nel precedente atto giapponese durante l'occupazione. La lista moderna proviene dall'Atto di protezione culturale emanato il 20 dicembre 1962 dal consiglio supremo per la ricostruzione nazionale. Erano presenti 116 elementi nella lista di tesori nazionali, mentre altri erano semplicemente designati come "tesori".
Nel corso degli anni sono stati operati numerosi emendamenti alla lista, allungandola.

## Lista di tesori nazionali
1. Namdaemun, conosciuto anche come Sungnyemun nel distretto di Jung di Seul. Severamente danneggiato da un incendio nel 2008 e restaurato nel 2013;Namdaemun, il primo tesoro nazionale di Corea

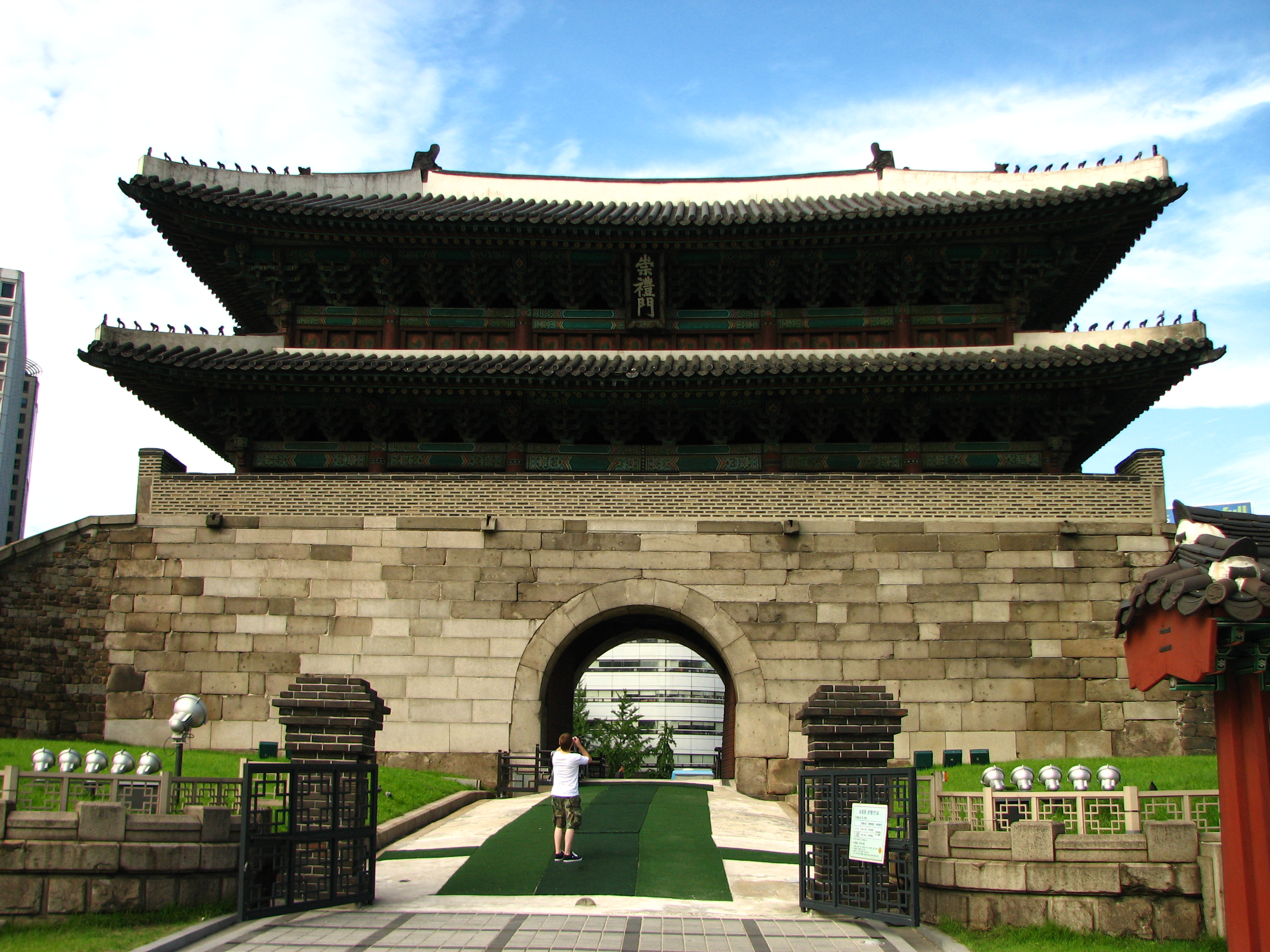
Namdaemun, il primo tesoro nazionale di Corea

2. pagoda di Wongaksa in pietra di dieci piani, situata nel parco Tapgol del distretto di Jongno di Seul;
3. Monumento di Bukhansan che commemora l'ispezione di confine sul monte Bukhansan fatta da Jinheung di Silla e ora sito nel museo nazionale della Corea di Seul;
4. Stupa di Godalsa, sito nella città di Yeoju;
5. Ssangsajaseokdeung, lanterna in pietra con forme di leoni nel tempio di Beopjusa;
6. pagoda in pietra di sette piani di Tappyeong, sita nel Chungcheong Settentrionale;
7. stele di Bongseon Honggyeongsa, nella città di Cheonan;
8. stele e pagoda dedicata al monaco buddhista Nanghyehwasang nel tempio di Seongjusa, nella città di Boryeong;
9. pagoda in pietra di cinque piani del tempio di Jeongnimsa, nella contea di Buyeo;
10. pagoda di tre piani di fronte all'eremo di Baekjangam nel tempio di Silsangsa, nella città di Namwon;
11. pagoda in pietra di Mireuksa, nella città di Iksan;
12. lanterna in pietra di fronte alla sala Gakhwangjeon del tempio di Hwaeomsa, nella contea di Gurye;
13. sala Geungnakjeon nel tempio di Muwisa, nella contea di Gangjin;
14. sala Yeongsanjeon dell'eremo di Geojoam nel tempio di Eunhaesa, nella città di Yeongcheon;
15. sala Geungnakjeon del tempio di Bongjeongsa, nella città di Andong;
16. pagoda in mattoni di sette piani a Sinse-dong, nella città di Andong;
17. lanterna di pietra di fronte alla sala Muryangsujeon del tempio di Buseoksa, nella città di Yeongju;
18. sala Muryangsujeon del tempio di Buseoksa, nella città di Yeongju;
19. sala Josadang del tempio di Buseoksa, nella città di Yeongju;
20. pagoda Dabotap nel tempio di Buseoksa, nella città di Gyeongju;
21. pagoda Seokgatap di tre piani nel tempio di Bulguksa, nella città di Gyeongju;
22. ponti Yeonhwagyo e Chilbogyo nel tempio di Bulguksa, nella città di Gyeongju;
23. ponti Cheongungyo e Baegungyo con scala a doppia sezione che conducono al tempio di Bulguksa, nella città di Gyeongju;
24. la grotta di Seokguram e la statua di Buddha, nella città di Gyeongju;
25. monumento al re Taejong Muyeol, nella città di Gyeongju;
26. statua in bronzo del Buddha Vairocana di Bulguksa, nella città di Gyeongju;
27. statua in bronzo del Buddha Amitabha di Bulguksa, nella città di Gyeongju;
28. statua in bronzo del Buddha Bhaiṣajyaguru del tempio di Baengnyulsa, nella città di Gyeongju;
29. campana del re Seongdeok, sacra al re Seongdeok di Silla, esposta nel museo nazionale di Gyeongju;
30. pagoda di pietra del tempio di Bunhwangsa, nella città di Gyeongju;
31. osservatorio astronomico di Cheomseongdae, nella città di Gyeongju;
32. Tripitaka Koreana esposta nel tempio di Haeinsa, nella contea di Hapcheon;
33. monumento commemorativo per la visita del re Jinheung di Silla, nella contea di Changnyeong;
34. pagoda di pietra a tre piani nel tempio di Suljeong-ri, nella contea di Changnyeong;
35. quattro leoni in pietra che sorreggono la pagoda a tre piani nel tempio di Hwaeomsa, nella contea di Gurye;
36. campana di bronzo del tempio di Sangwonsa, nella contea di Pyeongchang;
37. pagoda di pietra a tre piani del tempio di Guhwang-dong, nella città di Gyeongju;
38. pagoda di pietra a tre piani del tempio di Goseonsa, nella città di Gyeongju;
39. pagoda di pietra a cinque piani del palazzo Banwolseong, nella città di Gyeongju;
40. pagoda di pietra a tredici piani del tempio di Jeonghyesa, nella città di Gyeongju;
41. portabandiera buddista di ferro del sito di Yongdusa, nella città di Cheongju;
42. trittico di statue buddiste in legno del tempio di Songgwangsa, nella città di Suncheon;
43. editto di Gojong di Goryeo conservato nel tempio di Songgwangsa, nella città di Suncheon;
44. pagoda di pietra a tre piani e lanterna di pietra del tempio di Borimsa, nella contea di Jangheung;
45. statua di Buddha nel tempio di Buseoksa, nella città di Yeongju;
46. affreschi della sala Josadang del tempio di Buseoksa, nella città di Yeongju;
47. stele dedicata al monaco buddista Jingamseonsa di Ssanggyesa, nella contea di Hadong;
48. pagoda di pietra con base ottagonale e a nove piani del tempio di Woljeongsa, nella contea di Pyeongchang;
49. sala Daeungjeon del tempio di Sudeoksa, nella conta di Yesan;
50. il portale Haetalmun del tempio di Haetalmun, nella contea di Yeongam;
51. porta della pensione reale Imyeonggwan, nella città di Gangneung;
52. complesso di Jangkyeongpanjeon del tempio di Haeinsa dove è conservata la Tripitaka Koreana;
53. stupa orientale del tempio di Yeongoksa, tempio del periodo Silla situato alle pendici del monte Jirisan, nella contea di Gurye;
54. stupa settentrionale del tempio di Yeongoksa, nella contea di Gurye;
55. sala Palsangjeon del tempio di Beopjusa, nella contea di Boeun;
56. sala Guksajeon nel tempio di Songgwangsa, nella città di Suncheon;
57. pagoda di pietra dedicata al monaco buddista Cheolgamseonsa del tempio di Ssangbongsa, nella contea di Hwasun;
58. statua di ferro del Buddha della Medicina del tempio di Janggoksa, nella contea di Cheongyang;
59. stele che ha accompagnato lo stupa del Precettore Jigwangguksa del tempio di Beopcheonsa, nella città di Wonju;
60. bruciatore di incenso in celadon conservato nel museo nazionale della Corea;
61. recipiente per vini in celadon a forma di dragone conservato nel museo nazionale della Corea;
62. sala Mireukjeon del tempio di Geumsansa, nella città di Gimje;
63. statua di ferro del Buddha Vairocana del tempio di Dopiansa, nella contea di Cheolwon;
64. bacino di pietra a forma di loto del tempio di Beopjusa, nella contea di Boeun;
65. bruciatore di incenso in celadon con coperchio a forma di unicorno, conservato nel museo d'arte Gansong a Seul;
66. kundika in celadon intarsiata con motivi vegetali e animali, conservata nel museo d'arte Gansong a Seul;
67. sala Gakhwangjeon del tempio di Hwaeomsa, nella contea di Gurye;
68. vaso in celadon intarsiato con disegni di gru e nuvole, conservato nel museo d'arte Gansong a Seul;
69. certificato di merito per Sim Jibaekper il servizio reso nell'istituzione del regno Joseon, conservato nell'università di Dong-a a Busan; Hunminjeongeum, il settantesimo tesoro di Corea, è il documento base per la scrittura coreana

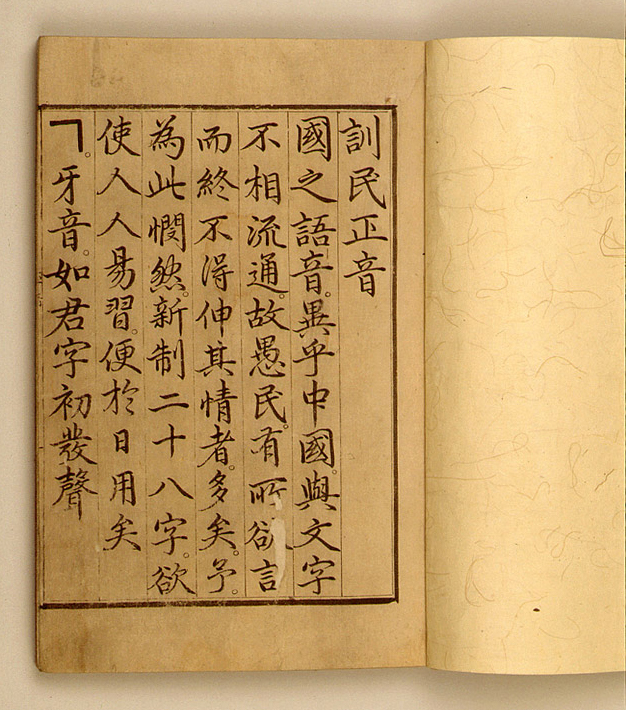
Hunminjeongeum, il settantesimo tesoro di Corea, è il documento base per la scrittura coreana

70. Hunmin Jeongeum, documento che descrive la lingua coreana;
71. Dongguk Jeongun, dizionario per la corretta pronuncia della lingua coreana;
72. triade di Buddha in bronzo dorato con iscrizioni dell'anno ciclico di Gyemi (563 d.C.);
73. triade di Buddha in bronzo dorato in un eremo in miniatura;
74. contagocce in celadon a forma di anatra;
75. bruciatore di incenso in bronzo con incisioni in argenti del tempio di Pyochungsa, nella città di Miryang;
76. diario di guerra dell'ammiraglio Yi Sun-sin conservato nell'eremo di Hyeonchungsa, nella città di Asan;
77. pagoda di pietra a cinque piani, nella contea di Uiseong;
78. statua in bronzo dorato di Maitreya conservata nel museo nazionale della Corea, nella città di Seul;
79. statua in bronzo dorato del Buddha seduto proveniente dal tempio di Guhwang-ri e conservata nel museo nazionale della Corea, nella città di Seul;
80. statua in bronzo dorato del Buddha in piedi proveniente dal tempio di Guhwang-ri e conservata nel museo nazionale della Corea, nella città di Seul;
81. statua in pietra di Maitreya in piedi proveniente dal tempio di Gamsansa e conservata nel museo nazionale della Corea, nella città di Seul;
82. statua in pietra del Buddha Amitabha in piedi proveniente dal tempio di Gamsansa e conservata nel museo nazionale della Corea, nella città di Seul;
83. statua in bronzo dorato di Maitreya in meditazione, conservata nel museo nazionale della Corea, nella città di Seul;
84. statua scolpita nella roccia del Buddha, nel parco nazionale del Gayasan;
85. statua in bronzo dorato del Buddha con iscrizioni dell'anno ciclico di Sinmyo (571 d.C.), nella città di Yongin;
86. pagoda di pietra a dieci piani dal tempio di Gyeongcheonsa, conservata nel museo nazionale della Corea, nella città di Seul;
87. corone di Silla provenienti dalla tomba della corona d'oro, conservate nel museo nazionale di Gyeongju nella città di Gyeongju;
88. cintura d'oro proveniente dalla tomba della corona d'oro, conservata nel museo nazionale di Gyeongju nella città di Gyeongju;
89. fibbia d'oro, conservata nel museo nazionale della Corea, nella città di Seul;
90. un paio di orecchini di epoca Silla (500-600) trovati nella tomba Pubuchong, nella provincia di Gyeongsang Settentrionale;
91. un recipiente di grès a forma di guerriero a cavallo di epoca Silla trovato nella provincia di Gyeongsang Settentrionale;
92. kundika in celadon con incisioni in argento di salici e uccelli acquatici, conservata nel museo nazionale della Corea, nella città di Seul;
93. vaso di porcellana bianca con disegni di uva, conservato nel museo nazionale della Corea, nella città di Seul;
94. bottiglia in celadon a forma di melone, conservata nel museo nazionale della Corea, nella città di Seul;
95. bruciatore di incenso in celadon traforato, conservato nel museo nazionale della Corea, nella città di Seul;
96. brocca in celadon a forma di tartaruga, conservata nel museo nazionale della Corea, nella città di Seul;
97. vaso in celadon intarsiato con motivi di loto e arabeschi, conservati nel museo nazionale della Corea, nella città di Seul;
98. vaso in celadon intagliato con motivi di peonie, conservato nel museo nazionale della Corea, nella città di Seul;
99. pagoda in pietra di tre piani dal tempio di Galhangsa, conservata nel museo nazionale della Corea, nella città di Seul;
100. pagoda in pietra di sette piani dal tempio di Namgyewon, conservata nel museo nazionale della Corea, nella città di Seul;
101. stupa commemorativo del reverendo Jigwang di Beopcheonsa, conservato nel museo nazionale della Corea, nella città di Seul;
102. stupa commemorativo del reverendo Hongbeop di Jeongtosa, conservato nel museo nazionale della Corea, nella città di Seul;
103. lanterna di pietra con due leoni della fortezza di Jungheungsanseong, conservata nel museo nazionale della Corea, nella città di Seul;
104. stupa del monaco Yeomgeo dal tempio di Heungbeopsa, conservato nel museo nazionale della Corea, nella città di Seul;
105. pagoda in pietra a tre piani da Beomhak-ri, conservata nel museo nazionale della Corea, nella città di Seul;
106. triade in pietra del Buddha Amitabha con custodi e altre 28 immagini buddiste con un'iscrizione dell'anno ciclico Gyeyu, nella città di Cheongju;
107. vaso in porcellana bianca con motivi d'uva, conservato all'università femminile Ewha nella città di Seoul;
108. stele dei mille Buddha con iscrizioni dell'anno ciclico Gyeyu, nella città di Gongju;
109. grotta e triade del Buddha di Gunwi, nella contea di Gunwi;
110. ritratto di Yi Jehyeon, conservato nel museo nazionale della Corea, nella città di Seul;
111. ritratto di An Hyang, nella città di Yeongju;
112. pagoda in pietra a tre piani del tempio di Gameunsa, nella città di Gyeongju
113. bottiglia in celadon con motivi di salice, conservata nel museo nazionale della Corea, nella città di Seul;
114. bottiglia in celadon a forma di melone con intarsi di peonie e crisantemi, conservata nel museo nazionale della Corea, nella città di Seul;
115. ciotola in celadon con intarsi arabeschi, conservata nel museo nazionale della Corea, nella città di Seul;
116. brocca in celadon a forma di zucca con intarsi di peonie, conservata nel museo nazionale della Corea, nella città di Seul;
117. stata in pietra del Buddha vairocana seduto del tempio di Borimsa, nella conta di Jangheung;
118. statua in bronzo placcato d'oro del Buddha maitreya pensoso, conservata nel museo d'arte Samsung, nella città di Seul;
119. statua in bronzo placcato d'oro del Buddha in piedi con iscrizioni del settimo anno dell'era Yeonga, conservata nel museo nazionale della Corea, nella città di Seul;
120. campana di Yongjusa del tempio di Yongjusa, nella città di Hwaseong;
121. maschere Hahoetal e Byeongsantal, nella città di Andong;
122. pagoda in pietra a tre piani del tempio di Jinjeonsa, nella contea di Yangyang;
123. reliquie trovate nella pagoda di pietra a cinque piani del tempio di Wanggung-ri, conservate nel museo nazionale di Jeonju, nella città di Jeonju;
124. statua di marmo del Bodhisattva seduto del tempio di Hansongsa, conservata nel museo nazionale della Corea, nella città di Seoul;
125. urna funeraria di vetro verde con cassa in pietra, conservata nel museo nazionale della Corea, nella città di Seul;
126. reliquie trovate nella pagoda di pietra a tre piani Seokgatap del tempio di Bulguksa, nella città di Gyeongju;
127. statua in bronzo dorato del delavalokitesvara bodhisattva in piedi di Samyang-dong, conservata nel museo nazionale della Corea, nella città di Seul;
128. statua in bronzo dorato del delavalokitesvara bodhisattva in piedi, conservata nel museo d'arte di Ho-Am, nella città di Yongin;
129. statua in bronzo dorato del bodhisattva in piedi, conservata nel museo d'arte Leeum, nella città di Yongin;
130. pagoda in pietra a cinque piani di Jukjang-dong, nella città di Gumi;
131. registro di famiglia del re Taejo di Joseon, fondatore del regno Joseon, conservato nel museo nazionale della Corea, nella città di Seul;
132. Jingbirok, le memorie di guerra di Yu Seongryong, nella città di Andong;
133. bollitore in porcellana a forma di fiore di loto, conservato nel museo d'arte Hoam, nella città di Yongin;
134. triade dorata Bodhisattva, conservata nel museo d'arte Hoam, nella città di Yongin;
135. Hyewon pungsokdo, album di dipinti composto da trenta fogli, conservato al museo d'arte Gansong, nella città di Seul;
136. colonna d'altare a forma di teta di drago, conservata nel museo d'arte Hoam, nella città di Yongin;
137. artefatti in bronzo provenienti da Bisan-dong, conservata nel museo d'arte Hoam, nella città di Yongin (2 voci);
138. corona di Gaya, conservata nel museo d'arte Hoam, nella città di Yongin;
139. pittura di un incontro di immortali di Gim Hong-do, conservata nel museo d'arte Hoam, nella città di Yongin;
140. specchio in madreperla, conservata nel museo d'arte Hoam, nella città di Yongin;
141. specchio in bronzo con raffinato design lineare e manopole, conservato presso l'università Soongsil, nella città di Seul;
142. Dongguk jeongun, dizionario completo in 6 volumi, conservato presso l'università Konkuk, nella città di Seul;
143. artefatti in bronzo, creati tra il 200 e il 100 a.C. circa. Un sonaglio in bronzo con otto campanelle e uno specchio in bronzo di 14,5 cm di diametro. Sono stati trovati a Taegong-ri, nella contea di Hwasun e conservati nel museo nazionale di Gwangju, nella città di Gwangju;
144. immagine del Buddha seduto scolpita nella roccia sul monte Wolchulsan, nella contea di Yeongam;
145. braciere in bronzo con decorazioni a forma di maschere di demone, conservate a distretto di Yongsan, nella città di Seul;
146. reliquie dissotterrate nel Gangwon, conservate nel museo d'arte Hoam, nella città di Yongin;
147. petroglifi di Cheonjeon-ri, nella contea di Ulju;
148. volumi 16 e 17 del Sipchilsachangogeumtongyo, conservati all'università Nazionale di Seul, nella città di Seul;
149. volumi da 4 a 6 dei commenti ai testi cinesi classici di Lu Zuqian, nella città di Seul;
150. Songjopyojeonchongnyu stampato con caratteri mobili Gyemi, conservato all'Università nazionale di Seul, nella città di Seul;
151. Annali della dinastia Joseon;
152. Registri del Consiglio di Difesa delle Frontiere, conservati all'università nazionale di Seul, nella città di Seul;
153. Ilseongnok (Registri quotidiani della Corte Reale e degli Ufficiali importanti), conservati all'università nazionale di Seul, nella città di Seul;
154. corona di Baekje. Un paio di diademi dorati di 30,7 cm ciascuno, datati alla prima metà del VI secolo. Sono stati ritrovati nella tomba del re Muryeong, nella città di Gongju;
155. corona di Baekje. Ornamenti appartenenti al diadema in oro della regina del re Muryeong;
156. una coppia di orecchini del re fatti in oro e giada, sempre dalla tomba di re Muryeong;
157. una coppia di orecchini della regina fatti in oro, sempre dalla tomba di re Muryeong;
158. due collane in oro appartenenti alla regina di re Muryeong, conservate nel museo nazionale di Gongju, nella città di Gongju;
159. una forcina per capelli in oro di 18,4 cm risalente al VI secolo, trovata nella tomba di re Muryeong;
160. un paio di braccialetti appartenenti alla regina di re Muryeong, conservati nel museo nazionale di Gongju, nella città di Gongju;
161. specchi di bronzo trovati nella tomba di re Muryeong, conservati nel museo nazionale di Gongju, nella città di Gongju;
162. Seoksu, spirito guardiano con un corno in ferro, ritrovato all'entrata della tomba di re Muryeong;
163. due epitaffi in placche di granito dalla tomba di re Muryeong, una per lo stesso re e l'altra per la regina;
164. poggiatesta, conservato nel museo nazionale di Gongju, nella città di Gongju;
165. poggiapiedi reale, conservato nel museo nazionale di Gongju, nella città di Gongju;
166. vaso in porcellana bianca con disegni di alberi di susino e bambù in ferro smaltato, conservato nel museo nazionale di Corea, nella città di Seul;
167. recipiente per vino in celadon con le sembianze di un essere umano, conservato nel museo nazionale di Corea, nella città di Seul;
168. bottiglia di vino in porcellana bianca con motivi di susino e crisantemo in ferro smaltato, conservata nel museo nazionale di Corea, nella città di Seul;
169. bottiglia in porcellana con motivi di bambù del periodo Goryeo, conservata nel museo d'arte Hoam, nella città di Yongin;
170. vaso in porcellana bianca e blu con disegni di alberi di susino e bambù e uccelli, conservato nel museo nazionale di Corea, nella città di Seul;
171. ciotola rialzata in bronzo, conservata nel museo d'arte Hoam, nella città di Yongin;
172. artefatti recuperati dalla tomba della famiglia Jinyang Jeong, conservati nel museo d'arte Hoam, nella città di Yongin;
173. rappresentazione di un Arhat seduto in celadon, nella città di Seul;
174. coppia di candelieri in bronzo dorato del periodo Silla, conservati nel museo d'arte Hoam, nella città di Yongin;
175. ciotola in porcellana bianca con motivi di loto e arabeschi, conservata nel museo nazionale di Corea, nella città di Seul;
176. vaso in porcellana bianca e blu con disegni di alberi di pino e bambù e iscrizioni di Hongchi, conservato all'università Dongguk, nella città di Seul;
177. vaso Buncheong con motivi stampati, conservato presso l'università di Corea, nella città di Seul;
178. bottiglia Buncheong con incisi motivi ittici, nella città di Seul;
179. bottiglia Buncheong con incisi motivi di loto e ittici, conservata nel museo Horim, nella città di Seul;
180. paesaggio invernale, dipinto del pittore Kim Jeong-hui, nella città di Seul;
181. certificato di superamento dell'esame di stato di Jang Ryangsu, nella contea di Uljin;
182. statua in bronzo dorato del Buddha, conservata nel museo nazionale di Daegu, nella città di Daegu;
183. statua in bronzo dorato di bodhisattva, conservata nel museo nazionale di Daegu, nella città di Daegu;
184. statua in bronzo dorato di bodhisattva, conservata nel museo nazionale di Daegu, nella città di Daegu;
185. sutra del Loto, conservata nel museo nazionale di Corea, nella città di Seul;
186. statua in bronzo dorato di bodhisattva proveniente dalla contea di Yangpyeong, conservata nel museo nazionale di Corea, nella città di Seul;
187. pagoda in finti mattoni a 5 piani di Sanhae-ri, nella contea di Yeongyang;
188. corona in oro e giada con pendenti del primo periodo Silla, ritrovata nella Cheonmachong, nella città di Gyeongju, conservata nel museo nazionale di Gyeongju, nella città di Gyeongju;
189. berretto d'oro di 19 cm del primo periodo Silla ritrovato nella tomba del Cavallo Celeste, conservato nel museo nazionale di Gyeongju, nella città di Gyeongju;
190. cintura d'oro con pendenti ritrovata nella tomba del Cavallo Celeste, conservata nel museo nazionale di Gyeongju, nella città di Gyeongju;
191. corona in oro e giada con pendenti del primo periodo Silla, ritrovata nella tomba Hwangnamtaechong. La corona è conservata presso il museo nazionale di Corea dal 2005, ma il museo nazionale di Gyeongju ne reclama la proprietà;
192. cintura in oro e giada con pendenti del primo periodo Silla, ritrovata nel tumulo settentrionale della tomba Hwangnamtaechong conservata nel museo nazionale di Gyeongju, nella città di Gyeongju;
193. brocca in vetro di 25 cm (ricostruita) del primo periodo Silla, ritrovata nel tumulo meridionale della tomba Hwangnamtaechong conservata nel museo nazionale di Gyeongju, nella città di Gyeongju;
194. collana d'oro del primo periodo Silla, ritrovata nel tumulo meridionale della tomba Hwangnamtaechong;
195. coppa con figure dalla tomba di Minchu di Silla, conservata nel museo nazionale di Gyeongju, nella città di Gyeongju;
196. Avataṃsakasūtra su carta bianca del periodo Silla, conservato nel museo d'arte Hoam, nella città di Yongin;
197. stupa dedicato al monaco buddhista Bogak del tempio di Cheongnyongsa;
198. stele di Jinheung di Silla del periodo Silan, nella contea di Danyang;
199. figure buddhiste nelle grotte del tempio di Sinseonsa presso il monte Danseoksan, nella città di Gyeongju;
200. statua in bronzo dorato di bodhisattva, conservata presso il museo di Busan, nella città di Busan;
201. statua con figura buddhista seduta scavata nella roccia presso Bukji-ri, nella contea di Bonghwa;
202. sutra di Avatamsaka, conservata nel distretto di Jung, nella città di Seul;
203. sutra di Avatamsaka, conservata nel distretto di Jung, nella città di Seul;
204. sutra di Avatamsaka, conservata nel distretto di Jung, nella città di Seul;
205. monumento a Goguryeo, nella città di Chungju;
206. blocchi di stampa buddhisti Goryeo conservati presso il tempio Haeinsa, nella contea di Hapcheon;
207. quartiere della sella inglese con pitture del Cavallo Celeste, ritrovata nella tomba del Cavallo Celeste conservata nel museo nazionale di Corea, nella città di Seul;
208. cassa esagonale in bronzo dorato per sharira conservata nel tempio di Kikjisa, nella città di Gimcheon;
209. pagoda a cinque piani in pietra con iscrizione Bohyeop, conservata presso l'università Dongguk, nella città di Seul;
210. sutra del periodo Goryeo in inchiostro d'argento, nella città di Yongin;
211. sutra di Saddharmapundarika in inchiostro su carta bianca, conservata presso la Fondazione culturale Seongbo, nella città di Seul;
212. sutra di Suramagma conservata presso l'università Dongguk, nella città di Seul;
213. pagoda dorata in miniatura, conservata presso il museo d'arte Hoam, nella città di Yongin;
214. bruciatore d'incenso in bronzo proveniente dal tempio Heungwangsa e conservata presso il museo d'arte Hoam, nella città di Yongin;
215. sutra del periodo Goryeo in inchiostro d'argento, conservata presso il museo d'arte Hoam, nella città di Yongin;
216. Inwang jesaekdo, dipinto di Jeong Seon, conservato presso il museo d'arte Hoam, nella città di Yongin;
217. Geumgang jeondo, dipinto di Jeong Seon raffigurante il monte Kumgang, conservato presso il museo d'arte Hoam, nella città di Yongin;
218. dipinto raffigurante Amitabha Buddha affiancato da due bodhisattvas, conservato presso il museo d'arte Hoam, nella città di Yongin;
219. vaso in porcellana della prima dinastia Joseon, conservato presso il museo d'arte Hoam, nella città di Yongin;
220. ciotola in porcellana conservata presso il museo d'arte Hoam, nella città di Yongin;
221. statua in legno di Mañjuśrī conservata nel tempio Sang-wonsa, nella contea di Pyeongchang;
222. vaso in porcellana bianca e blu con motivi di susino e bambù, conservata presso il museo Horim, nella città di Seul;
223. salone Geunjeongjeon nel palazzo Gyeongbokgung, nella città di Seul;
224. padiglione Gyeonghoeru nel palazzo Gyeongbokgung, nella città di Seul;
225. salone Injeongjeon nel palazzo Changdeokgung, nella città di Seul;
226. salone Myeongjeongjeon nel palazzo Changgyeonggung, nella città di Seul;
227. Jeongjeon, il salone principale, del santuario ancestrale reale Jongmyo, nella città di Seul;
228. Cheonsang Yeolcha Bunyajido, planisfero scavato nella pietra e conservato nel museo reale coreano, nella città di Seul;
229. Borugak Jagyeongnu, conservato nel museo reale coreano, nella città di Seul;
230. Honcheonsigye, orologio astronomico e altri strumenti, conservati presso l'università di Corea, nella città di Seul;
231. tredici stampi per armi e strumenti in bronzo, conservati presso l'università Soongsil, nella città di Seul;
232. certificato di merito per Yi Hwa per il servizio reso nell'istituzione del regno Joseon, nella città di Jeongeup,
233. vaso in agalmatolite con iscrizioni del secondo anno dell'era Yeongtae, conservato presso il museo di Busan, nella città di Busan;
234. sutra di Saddharmapundarika in inchiostro d'argento su carta indaco, conservata presso il museo d'arte Hoam, nella città di Yongin;
235. sutra di Avatamsakain in inchiostro dorato su carta indaco, conservata presso il museo d'arte Hoam, nella città di Yongin;
236. pagoda occidentale a cinque piani di un tempio presso Janghang-ri, nella città di Gyeongju;
237. Gosan gugoksi hwabyeong, paravento con calligrafie e pitture, nella città di Goyang;
238. album del principe Yi Yong risalente alla metà del XV secolo, nella città di Goyang;
239. ritratto di Song Siyeol, conservato presso il museo nazionale di Corea, nella città di Seul;
240. ritratto di Yun Duseo, nella contea di Haenam;
241. sutra Mahaprajnaparamita, conservata presso il museo d'arte Hoam, nella città di Yongin;
242. monumento a Silla nella città di Bongpyeong, nella contea di Uljin;
243. volume 11 del commento alla sutra Yogacaryabhumi, conservato presso il museo d'arte Hoam, nella città di Yongin;
244. volume 17 del commento alla sutra Yogacaryabhumi, conservato presso il museo dell'università Myongji, nella città di Yongin;
245. volume 20 dell'Indice di Tripitaka, conservato presso il museo nazionale di Corea, nella città di Seul;
246. sutra Daebojeokgyeong, conservata presso il museo nazionale di Corea, nella città di Seul;
247. statua di bodhisattva in bronzo dorato da Uidang-myeon, nella città di Gongju;
248. mappa della Corea disegnata durante il periodo Joseon, nella città di Gwacheon
249. Donggwoldo, dipinto della panoramica sui palazzi di Changdeokgung e Changgyeonggung, nella città di Seul;
250. certificato di merito per Yi Wongil per il servizio reso nell'istituzione del regno Joseon, nella città di Seul;
251. sutra Daeseung abidharma, nella città di Seul;
252. bottiglia in porcellana con motivi di loto, nella città di Yongin;
253. ciotola in celadon intarsiato con motivi di peonia e rilievi di loto e arabeschi, conservata presso il museo nazionale di Corea, nella città di Seul;
254. vaso in celadon inciso con motivi di loto e rami, nella città di Seul;
255. campane in bronzo che si crede provenga dalla provincia di Chungcheong Meridionale, conservate presso il museo d'arte Hoam, nella città di Yongin;
256. I parte della sutra Avatamsaka conservata presso il museo provinciale di Gyeonggi, nella città di Yongin;
257. XXIX parte della sutra Avatamsaka, conservata presso il tempio Guinsa, nella contea di Danyang;
258. porcellana bianca con motivi di bambù, nella città di Yongin,
259. vaso Buncheong con disegni di draghi, conservato presso il museo nazionale di Corea, nella città di Seul;
260. vaso buncheong jarabyeong con motivi di peonie e ferro smaltato, conservato presso il museo nazionale di Corea, nella città di Seul;
261. due vasi di porcellana bianca, conservati presso il museo d'arte Hoam, nella città di Yongin;
262. vaso largo in porcellana bianca conservato presso la fondazione culturale Uhak, nella città di Seul;
263. vaso in porcellana bianca e blu con paesaggi e motivi di fiori e uccelli, conservato presso la fondazione culturale Uhak, nella città di Seul;
264. stele di Naengsu-ri, nella città di Pohang;
265. XIII parte della sutra Avatamsaka, nella città di Seul;
266. II e LXXV parte della sutra Avatamsaka, conservate nel museo Horim, nella città di Seul;
267. XII parte della sutra Avatamsaka, conservata nel museo Horim, nella città di Seul;
268. II e XVII parte della sutra Avatamsaka, conservate nel museo Horim, nella città di Seul;
269. VI parte della sutra Maha, conservata nel museo Horim, nella città di Seul;
270. pentola per vino in celadon a forma di scimmia, conservata nel museo di arte Gansong, nella città di Seul;
271. XII volume dei commenti alla sutra Yogacaryabhumi, conservato nel museo nazionale di Corea, nella città di Seul;
272. XXXII volume della sutra Yogacaryabhumi, conservato nel museo nazionale di Corea, nella città di Seul;
273. XV volume della sutra Yogacaryabhumi, conservato nel museo nazionale di Corea, nella città di Seul;
274. cancellato - prima ricoperto da un cannone in bronzo da kobukson il quale è stato dichiarato falso;
275. ceramica a forma di uomo a cavallo, conservata nel museo nazionale di Gyeongju, nella città di Gyeongju;
276. volume LIII della sutra Yogacaryabhumi, conservato nel museo Gacheon, nella città di Incheon;
277. XXXVI parte della sutra Avatamsaka, conservata presso la fondazione culturale Hansol, nella città di Jeonju;
278. cancellato - prima ricoperto dal certificato di merito per Yi Hyeong durante l'undicesimo anno del regno di Taejong (designato come tesoro 1657)[2]
279. LXXIV parte della sutra Avatamsaka, conservata nel tempio di Guinsa, nella contea di Danyang;
280. campana in bronzo del tempio di Cheonheungsa presso il monte Seonggeosan, conservata ora presso il museo nazionale di Corea, nella città di Seul;
281. pentola per vino in ceramica bianca, conservata presso il museo di Horim, nella città di Seul;
282. statua in legno del Buddha amitabha e altre reliquie del tempio Heukseoksa, nella città di Yeongju;
283. II edizione del Tonggam, nella città di Gyeongju;
284. CLXII, CLXX e CDLXIII parte della sutra Mahaprajnaparamita, nella città di Seul;
285. petroglifi Bangudae nella città di Ulsan;
286. ciotola in porcellana, conservata presso il museo Leeum, nella città di Seul;
287. bruciatore per incenso di Baekje da Neungsan-ri, conservato nel museo nazionale di Buyeo, nella contea di Buyeo;
288. reliquia buddhista in pietra di Wideok di Baekje, nella contea di Buyeo;
289. pagoda in pietra di cinque piani a Wanggung-ri, nella città di Iksan;
290. salone Daeungjeon e scale del tempio Tongdosa, nella città di Yangsan;
291. Yonggamsugyeong, conservato presso l'università della Corea, nella città di Seul;
292. epistola che commemora la ristrutturazione del tempio Sangwon presso il monte Odae, nella città di Gangwon;
293. statua in bronzo dorato avalokitesvara bodhisttva, conservata presso il museo nazionale di Corea; nella città di Seul;
294. bottiglia in porcellana bianca con motivi di erba e insetti in ferro smaltato, rame e cobalto, conservata presso il museo d'arte Kansong, nella città di Seul;
295. corona di Baekje in bronzo dorato dal tumulo di Sinchon-ri, conservata nel museo nazionale di Naju, nella città di Naju;
296. cinque dipinti buddhisti del tempio Chiljangsa, nella città di Anseong;
297. dipinto buddhista del tempio Ansisma, nella contea di Cheongwon;
298. dipinto buddhista del tempio Gapsa, nella città di Gongju;
299. dipinto buddhista del tempio Sinwonsa, nella città di Gongju;
300. dipinto buddhista del tempio Janggoksa, nella contea di Cheongyang;
301. dipinto buddhista del tempio Hwaeomsa, nella contea di Gurye;
302. dipinto buddhista del tempio Cheonggoksa, nella città di Jinju;
303. Seungjeongwon ilgi o giornale del Segretariato reale, conservato all'università nazionale di Seul, nella città di Seul;
304. salone Jinnamgwan, nella città di Yeosu;
305. Sebyeonggwan, nella città di Tongyeong;
306. III, IV e V parte del Samguk yusa;
307. triade del Buddha nella roccia nella contea di Taean;
308. figura del Buddha Maitreya intagliata nella roccia presso il tempio Daeheungsa, nella città di Haenam;
309. vaso largo in porcellana, nella città di Seul;
310. salone Daeungjeon nel tempio di Bongjeongsa, nella città di Andong;
311. figura del Buddha scavata in una colonna di roccia vicino all'eremo Chilburam, presso Namsan;
312. affreschi nel salone Geungnakjeon nel tempio Muwisa raffiguranti l'Amitabha Buddha, nella contea di Gangjin;
313. affreschi Hwaeomtaeng nel salone Hwaeomjeon del tempio di Songgwangsa, nella città di Suncheon;
314. stele di accompagnamento allo stupa del monaco buddhista Jijeungdaesa di Bongamsa, nella città di Mungyeong;
315. salone Geungnakjeon del tempio di Hwaamsa, nella contea di Wanju;
316. ritratto reale del re Taejo di Joseon, nella città di Jeonju;
317. monumento di Silla a Jungseong-ri, nella città di Pohang;
318. Dong-ui bogam, testo medico;
319. Worincheongangjigok (canzoni del riflesso della luna in mille fiumi), conservato presso l'accademia di studi coreani.